# Entwicklung und Erschließung der Künste
Die Entwicklung und Erschließung der Künste (EEK) ist nach dem Österreichischen Universitätsgesetz neben der künstlerischen Lehre eine zentrale Aufgabe, mit der Kunstuniversitäten betraut sind.

Nach § 1. Die Universitäten sind berufen, der wissenschaftlichen Forschung und Lehre, der Entwicklung und 	der Erschließung der Künste sowie der Lehre der Kunst zu dienen und hiedurch auch verantwortlich zur Lösung der Probleme des Menschen sowie zur gedeihlichen Entwicklung der Gesellschaft und der natürlichen Umwelt beizutragen.
EEK bildet somit ein Pendant zur wissenschaftlichen Forschung und gemeinsam mit dieser ein wesentliches Kapitel in den Leistungsvereinbarungen, die die öffentlichen Universitäten mit dem Bundesministerium für Bildung, Wissenschaft und Forschung (BMBWF) abschließen.
Eine umfassende EEK-Definition hat die Universität für Musik und darstellende Kunst Graz (KUG), an der seit 2009 eine künstlerisch-wissenschaftliche Doktoratsschule besteht und seit 2011 Positionen zum entsprechenden Diskurs vorliegen, veröffentlicht:
Die KUG versteht unter EEK informierte und reflektierte künstlerische Praxis sowie die Kommunikation deren künstlerischer Erkenntnisse. EEK umfasst die Vorbereitung, Durchführung und Nachbereitung einer signifikanten Neugestaltung, Neuinterpretation, künstlerischen Vertiefung oder Horizonterweiterung in der künstlerischen Praxis. Dabei werden Information und Reflexion mit der eigenen künstlerischen Erfahrung und Intuition verbunden.
Das Verhältnis von EEK und künstlerischer Forschung wird dort wie folgt beschrieben:
Künstlerische Forschung beruht zwar auf explorativer, informierter und reflektierter künstlerischer Arbeit und ist damit EEK im oben dargestellten Sinn, sie geht aber insofern über EEK im weiteren Sinn hinaus, als sie u.a. einen systematischen methodischen Rahmen erfordert und durch die intersubjektive Relevanz, Gültigkeit und Nachvollziehbarkeit der Ergebnisse gekennzeichnet ist, was methodisch oft – im Gegensatz zur EEK im weiteren Sinn – die Dokumentation und Analyse des Forschungsprozesses beinhaltet. Künstlerische Forschung wird daher an der Kunstuniversität Graz als ein Spezialfall von EEK angesehen, der im Gegensatz zu EEK im weiteren, oben dargestellten Sinn nicht von allen künstlerischen Veniaträger*innen eingefordert wird.